# Berthold Goldschmidt

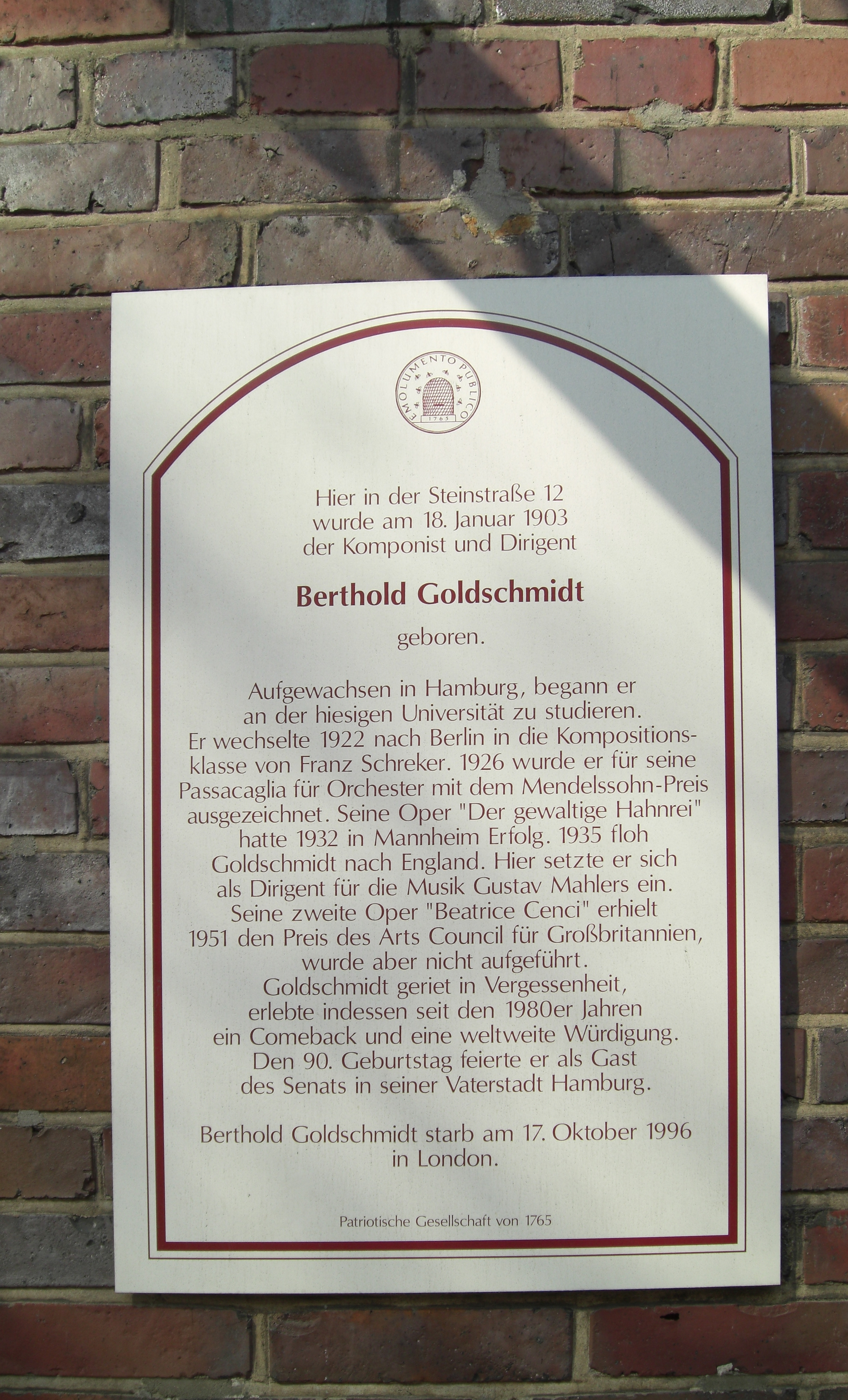
Plaquette voor Berthold Goldschmidt bij zijn geboortehuis, Steinstraße 12 in Hamburg

Berthold Goldschmidt (Hamburg, 18 januari 1903 - Londen, 17 oktober 1996) was een Duits componist en dirigent die vanaf 1935 in het Verenigd Koninkrijk woonde en werkte.

## Biografie
Zijn opleiding genoot hij aan de Universiteit Hamburg en de Humboldt Universiteit Berlijn. Hij was leerling van onder anderen Franz Schreker. In 1925 kreeg hij de Mendelssohn-staatsprijs voor compositie. In 1926 en 1927 werkte hij als koorrepetitor aan het Landestheater in Dessau en aan de Berliner Staatsoper. Van 1927 tot 1929 bekleedde hij de positie van kapelmeester aan het Landestheater in Darmstadt.
In 1931 werd hij gastdirigent bij de toenmalige Leningrader Filharmonie in het tegenwoordige Sint-Petersburg. Hij bleef ook actief in Berlijn. Door de opkomst van de radio kreeg hij er een nieuw werkterrein bij als dirigent van het radio-orkest. Ook was hij artistiek adviseur van de Städtische Oper Berlin-Charlottenburg. In 1933 moest hij zijn functies opgeven omdat hij als Joods musicus niet meer mocht optreden en zijn composities in nazi-Duitsland als "Entartete Kunst" werden beschouwd.
In 1935 emigreerde hij naar Engeland, waar hij werk vond bij de BBC.
Naast zijn composities was hij hoofdzakelijk als dirigent werkzaam. Hij leidde in 1964 het London Symphony Orchestra bij de première van de door hem en Deryck Cooke gemaakte uitvoeringsversie van de tiende symfonie van Gustav Mahler.
Goldschmidts eigen werk trok na de oorlog vrijwel geen aandacht, omdat het niet aansloot bij de eigentijdse muziek van die tijd. Pas in de laatste tien jaar voor zijn dood kwam de belangstelling op gang en werden diverse composities, waaronder zijn beide opera's, uitgevoerd en opgenomen.

## Werken

### Opera's
- Der gewaltige Hahnrei (1932)
- Beatrice Cenci (1951) naar Shelley

### Overige werken
- Symfonie
- Vioolconcert in d mineur
- Celloconcert
- Harpconcert
- Ouverture voor Shakespeares The Comedy of Errors
- Balletten, zoals Chronica
- Radiomuziek
- Vocale muziek
- Orkestwerken
- Kamermuziek